# ورم ليفي عضلي وليدي
الورم الليفي العضلي الوليدي ورم نادر يصيب 1 من كل 150,000 إلى 1 من كل 400,000 مولود حي. مع ذلك، يعد الورم الأكثر شيوعًا المشتق من النسيج الضام الليفي الذي يحدث بشكل أساسي لدى الرضع والأطفال الصغار. تعد الأورام الليفية العضلية الوليدية حميدة بمعنى أنها لا تنتقل إلى الأنسجة البعيدة، رغم أنها عندما تحدث في الأحشاء، أي الأعضاء الداخلية، تعطي مآلًا سيئًا أو يتطلب المراقبة وقد تكون مهددة للحياة، خاصةً عند حديثي الولادة والأطفال الصغار.
تحدث الأورام الليفية العضلية الوليدية بثلاثة أنماط سريرية: 1) أورام ليفية عضلية وليدية منفردة (تسمى أيضًا الأورام الليفية العضلية) والتي غالبًا ما تتراجع تلقائيًا ونادرًا ما تسبب مشاكل خطيرة؛ 2) أورام متعددة (لا توجد إصابة حشوية) والتي تشمل عدة آفات ورمية ليفية عضلية (عشرات وقد تتجاوز المئة)، يظهر معظمها في الجلد والأنسجة تحت الجلد والأعضاء غير الحشوية، وقد تتراجع تلقائيًا ونادرًا ما تسبب مشاكل خطيرة؛ 3) أورام متعددة (مع إصابة حشوية) (تسمى أيضًا الأورام الليفية العضلية المعممة) والتي نادرًا ما تتراجع تلقائيًا وتشمل العديد من الآفات الورمية الليفية العضلية  في الأنسجة غير الحشوية بالإضافة إلى واحدة أو أكثر من الأورام الحشوية التي قد تكون مهددة للحياة.
توجد أقلية من الأورام الليفية العضلية الوليدية لدى الأفراد الذين لديهم تاريخ عائلي قوي للمرض. ترتبط هذه الحالات العائلية بطفرات في جين بّي دي جي إف آر بي أو جين إن أوه تي سي إتش 3. مع ذلك، معظم حالات الورم العضلي الليفي الوليدي ليس لها تاريخ عائلي ولكنها تملك طفرات في جين بّي دي جي إف آر بي ضمن خلايا الورم؛ تشبه هذه الطفرات تلك التي تحدث في طفرات الجين بّي دي جي إف آر بي العائلية. بغض النظر عن هذه التباينات الجينية، تتكون جميع الأورام الليفية العضلية الوليدية من أرومات ليفية عضلية حميدة (أي غير خبيثة)، أي خلايا تبدي مجموعة متغيرة من سمات الخلايا الليفية اليافعة، وهي أكثر أنواع الخلايا شيوعًا في النسيج الضام، مع مجموعة متغيرة من السمات التي تظهر في خلايا العضلات الملساء.
يعتمد علاج الأورام الليفية العضلية الوليدية على عدد الأورام ومواقعها والاضطرابات الجينية الموجودة لدى الفرد، وغالبًا ما تتطلب أكثر من نظام علاجي واحد. عادةً ما يقتصر علاج الأفراد المصابين بأورام مفردة على المراقبة مع توقع تراجع العديد من هذه الأورام تلقائيًا. غالبًا ما تُعالج الأورام الفردية الموجودة في مناطق حيوية (مثل الأورام داخل القحف) والأورام التي لا تتراجع خلال فترات المراقبة المناسبة عبر الاستئصال الجراحي. تُعالج الأورام المتعددة (مع إصابة حشوية) والأورام الليفية العضلية الوليدية التي لا يمكن الوصول إليها جراحيًا والتي تهدد الحياة بواحد أو مجموعة من أدوية العلاج الكيميائي أو العلاج بالأشعة أو، في الأورام التي تحتوي على طفرات معينة في جين بّي دي جي إف آر بي، تُعطى الأدوية الموجهة بشكل خاص نحو البروتين الناتج هذا الجين الطافر.

## العلاج والمآل
لا توجد دراسات مضبوطة لتحديد العلاج (العلاجات) الأمثل للورم الليفي العضلي الوليدي. ما يلي العلاجات المستخدمة حاليًا والموصى بها على نطاق واسع بالإضافة إلى نتيجة هذه العلاجات للأنماط الثلاث للأورام الليفية العضلية الوليدية.

### الأورام الليفية العضلية الوليدية المنفردة
عادةً ما تنمو الأورام الليفية العضلية الوليدية المنفردة ببطء، وتسبب القليل من الأعراض أو تكون لا عرضية، وغالبًا ما تتراجع تلقائيًا في غضون 18-24 شهرًا من التشخيص. يشيع استخدام استراتيجية الانتظار اليقظ عند الإصابة بهذه الأورام. بالنسبة لعلاج الأورام الليفية العضلية الوليدية المنفردة الحشوية التي تسبب أذية كبيرة في الأنسجة وتقع في مناطق حيوية و/أو المعالَجة بالاستئصال الجراحي أو إذا اعتبرت الجراحة غير مناسبة، تُعالج بالأدوية و/أو العلاج بالأشعة كما هو موضح في القسم التالي عن الأورام المتعددة (مع إصابة حشوية). يُستخدم الاستئصال الجراحي إذا كان تشخيص الورم موضع شك. في حالات نادرة، تكرر ظهور الأورام الليفية العضلية الوليدية الحبيثة بعد التراجع وتطلبت مزيدًا من المراقبة و/أو العلاج. بشكل عام، يعد مآل جميع الأورام الليفية العضلية الوليدية المنفردة تقريبًا من جيد إلى ممتاز. 

### الأورام المتعددة (بدون إصابة حشوية)
قد تتراجع الأورام المتعددة (بدون إصابة حشوية) تلقائيًا أيضًا وتحمل مآلًا جيدًا إلى ممتاز حتى عندما تغزو الأنسجة الموضعية. مع ذلك، يجب أن يخضع الولدان المصابون بأورام ليفية عضلية متعددة لفحص شامل بما في ذلك التصوير التشخيصي الطبي لتحديد مدى انتشار مرضهم، لا سيما فيما يتعلق بتحديد ما إذا كان الورم (الأورام) الحشوي موجودًا، ويكون عندها التشخيص المناسب هو أورام متعددة (مع إصابة حشوية). يكون علاج الأورام المتعددة (بدون إصابة حشوية) مشابهًا للعلاج المستخدم للأورام الليفية العضلية الوليدية المنفردة.

### الأورام المتعددة (مع إصابة حشوية)
يعاني الأفراد المصابون بأورام متعددة (مع إصابة حشوية) من العديد من الأورام التي يوجد واحد أو أكثر منها ضمن عضو داخلي حيوي وقد تكون مهددة للحياة. عولجت الحالات التي يكون فيها أحد الأورام في عضو حيوي وسبّب أعراضًا خطيرة، بنجاح بالاستئصال الجراحي. تُعالج الحالات التي لا يكون فيها الاستئصال الجراحي لورم واحد عرضي خيارًا جيدًا بالإضافة إلى حالات الأورام الحشوية المتعددة، بطرق غير جراحية. تستجيب هذه الأورام عادةً للعلاج الكيميائي الجهازي التقليدي فتقل أحجامها؛ عادةً ما تُلاحظ هذه الاستجابة بعد عدة أسابيع من العلاج. تشمل أنظمة العلاج الكيميائي التي نجحت في علاج هذه الحالات جرعات منخفضة من: فينكريستين مع داكتينومايسين؛ أو فينبلاستين مع ميثوتركسيت؛ أو فينبلاستين مع الهرمون القشري السكري، بريدنيزولون؛ أو فينكريستين مع أكتينومايسين دي بالإضافة إلى الهرمون القشري السكري، بريدنيزولون؛ أو فينكريستين مع داكتينومايسين بالإضافة إلى سيكلوفوسفاميد. استُخدم السيتوكين، إنترفيرون ألفا، كعلاج فردي في واحدة على الأقل من هذه الحالات. بالإضافة إلى ذلك، عولجت الأورام المتعددة (مع إصابة حشوية) بالاستئصال الجراحي بالمشاركة مع هذه الأدوية و/أو العلاج بالأشعة بمفرده أو مع هذه الأدوية.